# 世界雲聯
世界雲聯，前稱世界銀聯，是中國大陸的一個傳銷平台，成立於2015年7月，2016年12月被警方查封，查封時投資人達400餘萬，涉案資金逾13億人民幣。
2015年6月，王某元在網上購買域名和“P2P信貸系統”軟件，租用服務器，以華爾道公司為載體打造世界銀聯網上平台，並先後招聘了万某、張某等9人。同年的8月18日，“世界銀聯”網絡平台正式上線。為了使加盟者相信公司，世界銀聯在深圳和西安繁華地段租賃的辦公用房裝修奢華，租金近百萬元。王某元亦駕駛豪車，在中國大陸20多個省市巡迴演說，自稱為名校研究生，月收入上千萬元。2016年，因避免商標權糾紛，世界銀聯更名為世界雲聯，並設立多間公司，使投資人相信公司實力。
世界雲聯自稱開創全球首個“互聯網+金融+O2O+連鎖商超+期權+股權+大數據+旅遊+虛擬貨幣+養老+獨創全球證信系統”的“500萬億生態徵信系統”的財富模式。投資者繳納128元的“網絡服務費”即可成為公司會員，共分為22個層級，每發展4個會員即可晉升1層，高層的會員可享受巨額回報，甚至拿到公司“原始股權”。世界雲聯亦宣稱獲得來自IDG資本的1000億人民幣的風投資金，被IDG資本否認。

## 違法被查
2016年11月，常德市公安局開始調查世界雲聯。12月，警方查封平台、抓捕運營者。